# Air Transat
Air Transat er et charterflyselskab fra Canada. Selskabet er ejet af den canadiske rejsekoncern Transat A.T., og har hub og hovedkontor på Montréal-Pierre Elliott Trudeau International Airport, 20 km vest for byen Montréal. Air Transat blev etableret i december 1986 og startede flyvningerne 14. november året efter.
Selskabet fløj i februar 2012 charterflyvninger til omkring 60 destinationer i 30 lande fra lufthavne i Canada. Om sommeren går de fleste flyvninger til feriedestinationer i Europa, og i vinterperioden er der destinationer i Caribien, Mexico, Centralamerika og USA på rutekortet. Flyflåden bestod af 23 fly med en gennemsnitsalder på 15.6 år. Heraf var der elleve eksemplarer af Airbus A310-300 og tolv eksemplarer af Airbus A330 som de største fly i flåden med plads til 343 passagerer.